# Материкові острови

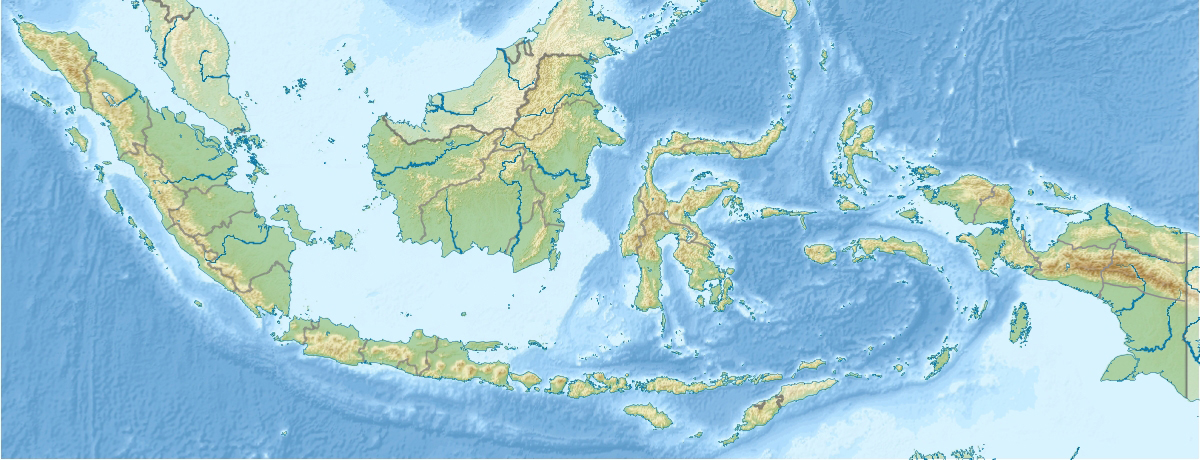
Калімантан

Материкові острови (рос. материковые острова, англ. continental islands, off–shore islands; нім. Kontinentalinseln f pl) — ділянки материка, які відокремилися від нього внаслідок абразії або опускання частини суші нижче рівня моря.

## Особливості
Так як материкові острови утворюються шляхом відокремлення від частини материка, то його структура повністю ідентична будові довколишнього материка, але разом з тим він ізольований від нього водою. Низка островів материкового походження не мають так званих батьків. Іншими словами, континенти, від яких вони відокремилися, давно вже стерті з лиця Землі глобальними катаклізмами. Геологічна будова, корисні копалини, рельєф і багато інших складових ідентичні з материнським континентом. Однак відділення острова від суходолу — це процес, який може тривати століттями, отже, новоутворені землі можуть мати свої, унікальні особливості. Змінюються кліматичні умови, а це призводить до зміни флори і фауни. Спостереження вчених показує, що відстань між основною ділянкою суші і островом може змінюватися. Це пояснюється рухливістю земної кори.

## Класифікація

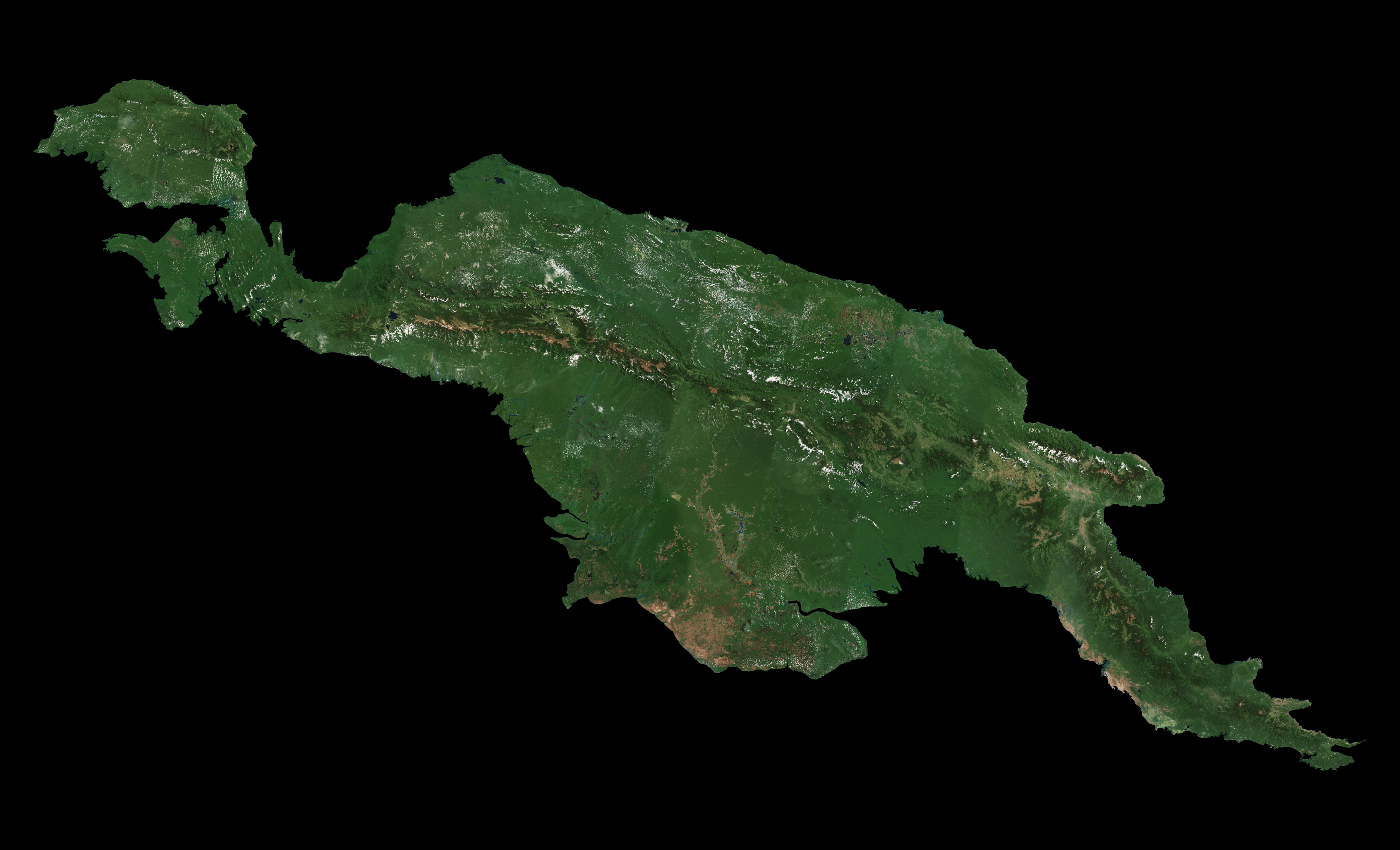
о. Нова Гвінея

Острови материкового походження поділяються на кілька видів:

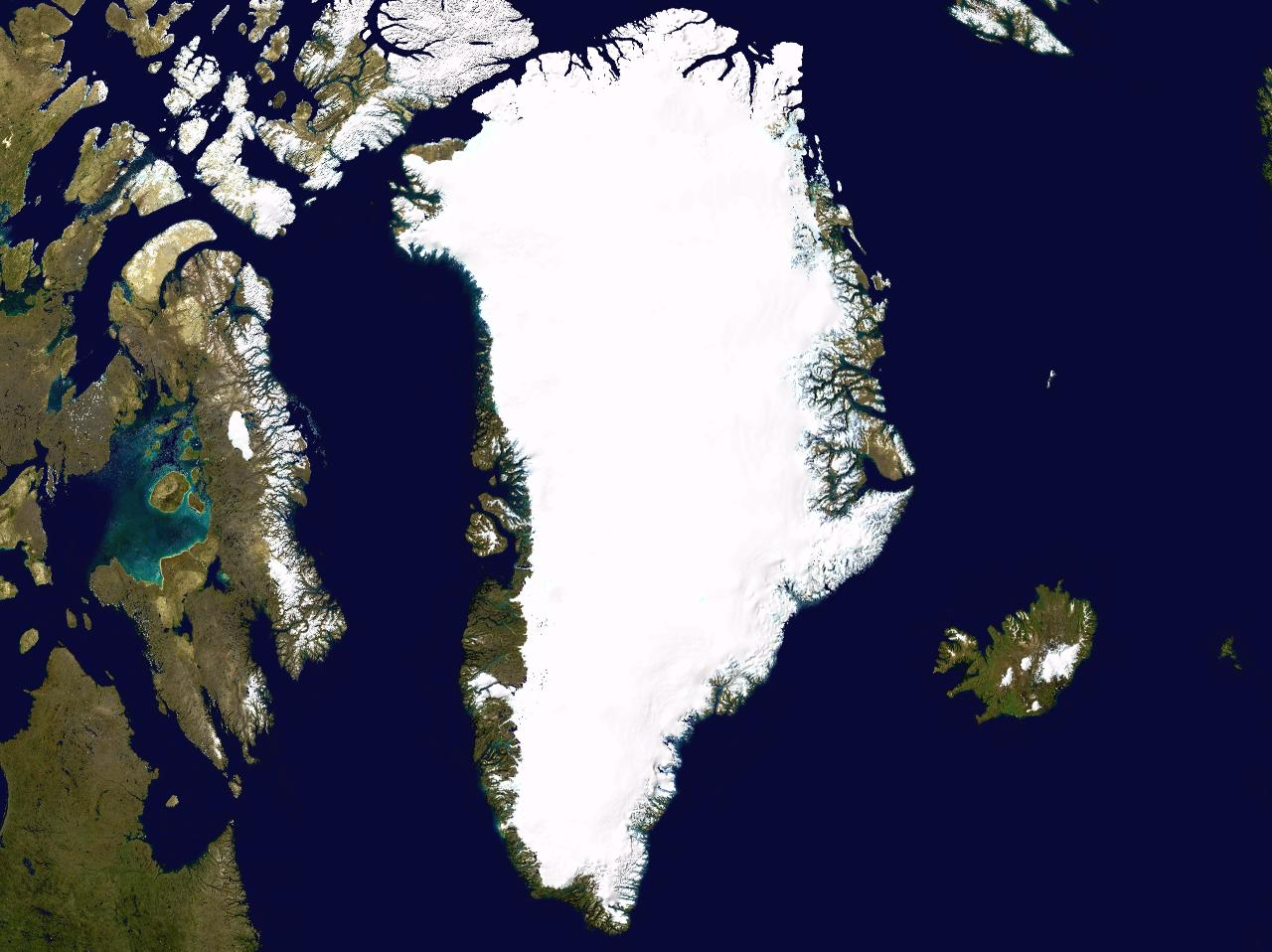
о. Гренландія

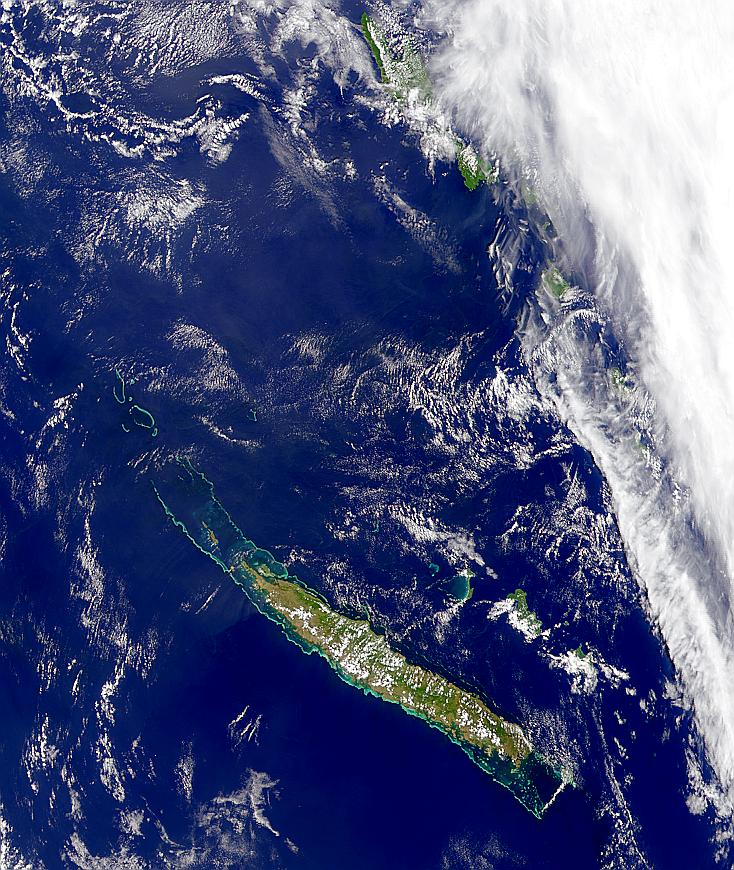
о. Нова Каледонія

Континентальні острови — по суті, є продовженням континенту. Вони лежать на континентальному шельфі і відокремлені від основної ділянки суші різними водними акваторіями, такими як протоки і моря. Утворилися через зміни рівня океану після останнього льодовикового періоду приблизно 18 000 років тому. Прикладами є Ява, Суматра, Сахалін, Тайвань і Хайнань біля Азії ; Нова Гвінея та острів Кенгуру біля Австралії ; Велика Британія, Ірландія та Сицилія біля Європи; Гренландія, Лонг-Айленд і острів Сейбл біля Північної Америки;Фолклендські острови і Тринідад біля Південної Америки.
Мікроконтинентальні — великі континентальні острови, які утворилися відколюванням частини континентального шельфу, але все ще пов'язані з континентом. Зеландія — це мікроконтинент біля Австралії, який майже повністю знаходиться під водою, за винятком острівної держави Нової Зеландії, а також Мадагаскар і Сокотра біля Африки.
Океанічні острови — найбільш активний вид материкових островів. Океанічні острови материкового походження у великій кількості знаходяться на узбережжі Східної Азії, Центральної Америки і між Південною Америкою і Антарктидою. До них належать Японська острівна дуга, Алеутська, Філіппінська та інші. Варто зауважити, що саме ці ділянки суші в даний час знаходяться в області великої активності земної кори.
Припливні острови — це тип континентального острова, де земля, що з'єднує острів із материком, не повністю розмилася, але під час припливу знаходиться під водою. Знаменитий острів Мон-Сен-Мішель у Франції є прикладом приливного острова.

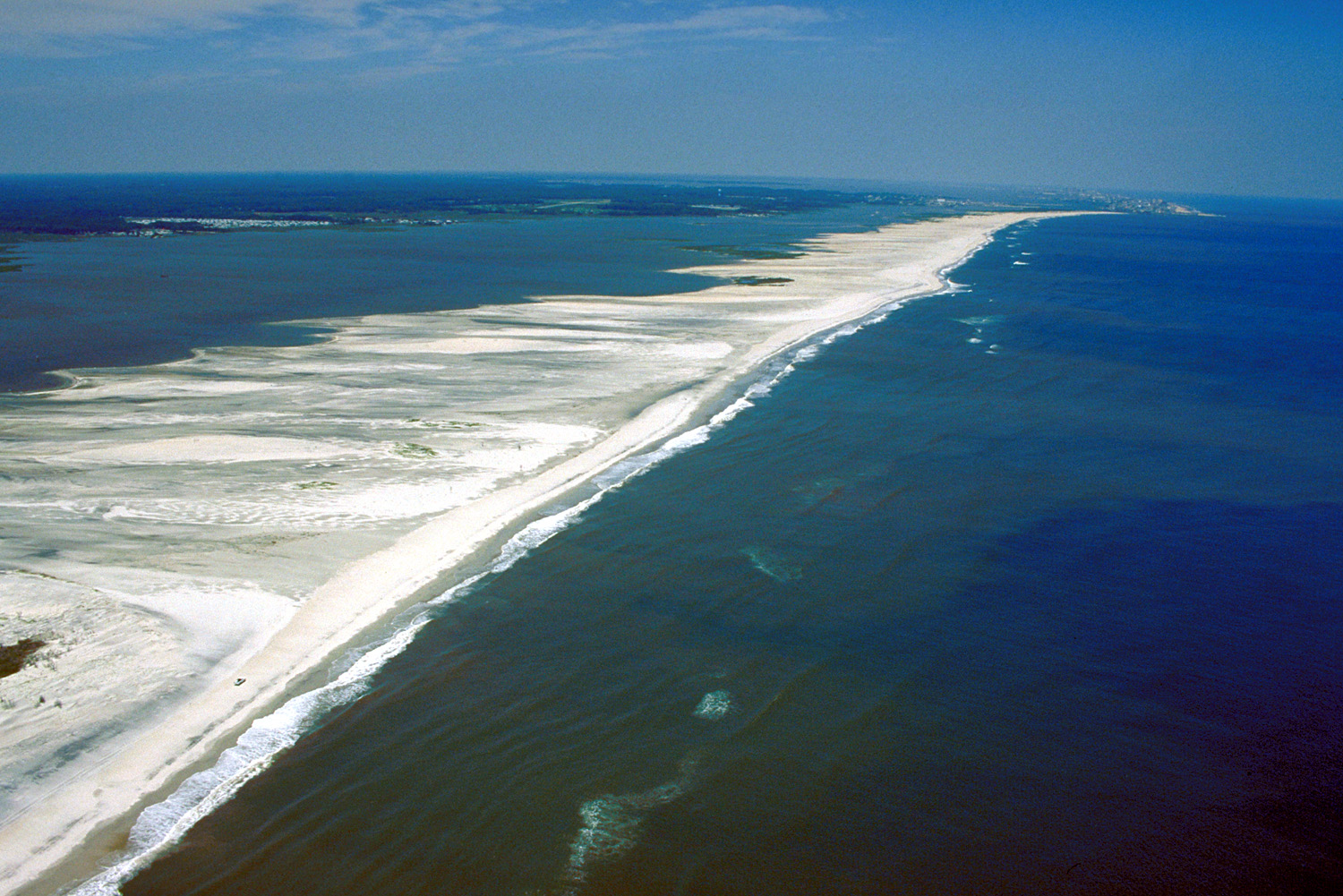
острів Ассатіг

Бар'єрні острови — є частиною континентального шельфу (континентальних островів) і складаються з відкладів — піску, мулу та гравію. Бар'єрні острови відокремлені від берега лагуною або затокою. Їх називають бар'єрними островами тому що вони діють як бар'єри між океаном і материком. Вони захищають узбережжя від прямого удару штормовими хвилями та вітрами. Хорошим прикладом є затока Мірамічі, Нью-Брансвік, де острів Портедж, острів Джонс-Біч і острів Фаєр в Нью-Йорку, а також острів Ассатіг у Вірджинії та Меріленді.